# Youri Messen-Jaschin
Pour les articles homonymes, voir Messen (homonymie).
 (juin 2025).
Il peut être nécessaire de l'améliorer pour respecter le principe de neutralité de point de vue. Veuillez consulter la page de discussion pour plus de détails.

 (juin 2025).
Motif : Une fois retirées les sources primaires, où sont les sources secondaires de qualité démontrant une notoriété encyclopédique ?
- Archive Wikiwix
- Bing
- Cairn
- DuckDuckGo
- E. Universalis
- Gallica
- Google
- G. Books
- G. News
- G. Scholar
- Persée
- Qwant
- (zh) Baidu
- (ru) Yandex
- (wd) trouver des œuvres sur Wikidata

| 1. | Préciser le motif de la pose du bandeau. | Précisez le motif de la pose du bandeau en utilisant la syntaxe suivante : {{admissibilité à vérifier\|date=août 2025\|motif=remplacez ce texte par le motif}}                            |
| 2. | Informer les utilisateurs concernés.     | Pensez à avertir le créateur de l'article, par exemple, en insérant le code ci-dessous sur sa page de discussion : {{subst:avertissement admissibilité à vérifier\|Youri Messen-Jaschin}} |

 (juin 2025).
Si vous disposez d'ouvrages ou d'articles de référence ou si vous connaissez des sites web de qualité traitant du thème abordé ici, merci de compléter l'article en donnant les références utiles à sa vérifiabilité et en les liant à la section « Notes et références ».
 (juin 2025).
La mise en forme du texte ne suit pas les recommandations de Wikipédia : il faut le « wikifier ».
Les points d'amélioration suivants sont les cas les plus fréquents. Le détail des points à revoir est peut-être précisé sur la page de discussion.
- Les titres sont pré-formatés par le logiciel. Ils ne sont ni en capitales, ni en gras.
- Le texte ne doit pas être écrit en capitales (les noms de famille non plus), ni en gras, ni en italique, ni en « petit »…
- Le gras n'est utilisé que pour surligner le titre de l'article dans l'introduction, une seule fois.
- L'italique est rarement utilisé : mots en langue étrangère, titres d'œuvres, noms de bateaux, etc.
- Les citations ne sont pas en italique mais en corps de texte normal. Elles sont entourées par des guillemets français : « et ».
- Les listes à puces sont à éviter, des paragraphes rédigés étant largement préférés. Les tableaux sont à réserver à la présentation de données structurées (résultats, etc.).
- Les appels de note de bas de page (petits chiffres en exposant, introduits par l'outil «  Source ») sont à placer entre la fin de phrase et le point final[comme ça].
- Les liens internes (vers d'autres articles de Wikipédia) sont à choisir avec parcimonie. Créez des liens vers des articles approfondissant le sujet. Les termes génériques sans rapport avec le sujet sont à éviter, ainsi que les répétitions de liens vers un même terme.
- Les liens externes sont à placer uniquement dans une section « Liens externes », à la fin de l'article. Ces liens sont à choisir avec parcimonie suivant les règles définies. Si un lien sert de source à l'article, son insertion dans le texte est à faire par les notes de bas de page.
- La présentation des références doit suivre les conventions bibliographiques. Il est recommandé d'utiliser les modèles {{Ouvrage}}, {{Chapitre}}, {{Article}}, {{Lien web}} et/ou {{Bibliographie}}. Le mode d'édition visuel peut mettre en forme automatiquement les références.
- Insérer une infobox (cadre d'informations à droite) n'est pas obligatoire pour parachever la mise en page.

Pour une aide détaillée, merci de consulter Aide:Wikification.
Si vous pensez que ces points ont été résolus, vous pouvez retirer ce bandeau et améliorer la mise en forme d'un autre article.
 (juin 2025).
Youri Messen-Jaschin est un artiste suisse d'origine lettone, né le 27 janvier 1941 à Arosa, dans le canton des Grisons.

## Biographie
Youri Messen-Jaschin, né en 1941 à Arosa (Suisse), est un artiste visuel suisse d'origine lettone, reconnu pour son travail dans le domaine de l’Op art. Formé à Lausanne, Paris et Göteborg, il développe depuis les années 1960 une œuvre centrée sur l’illusion optique, le mouvement visuel et les effets perceptifs produits par la couleur et la géométrie.
Influencé par ses professeurs Jesús Rafael Soto et Carlos Cruz-Diez, il a exposé dans de nombreuses institutions à travers l’Europe, les États-Unis et le Japon. Son approche associe une rigueur géométrique à une réflexion sur la perception et les liens entre art et cerveau humain.
Il a mené des entretiens avec plusieurs figures majeures de l’architecture contemporaine, notamment Oscar Niemeyer, Burle Marx, Ruy Ohtake, etc., dont les témoignages sont accessibles sur son blog personnel. Ces rencontres ont nourri sa réflexion sur les liens entre espace, structure et perception visuelle.
Dans les années 2010, il entame une collaboration avec le Laboratoire de neuroimagerie du CHUV (Lausanne), sous la direction du Prof. Bogdan Draganski, autour des effets neuronaux de l’art optique. Ce travail est documenté dans l’ouvrage L’Op Art rencontre les neurosciences, qui explore les interactions entre illusions visuelles et activité cérébrale.
Ses œuvres, réalisées à la main sans assistance numérique, se caractérisent par une précision extrême, l’usage de couleurs contrastées — notamment le « Bleu Youri Messen-Jaschin », créé par le maître imprimeur Lorenz Boegli — et des effets de vibration nécessitant une observation attentive. Certaines pièces déclenchent des perceptions de couleurs non imprimées mais produites par l’activité neuronale du spectateur.
Parmi les institutions suisses qui conservent ses œuvres figure le Musée Migros d’art contemporain, par une donation via Migros Vaud, qui a acquis sa tapisserie More Light. Il a également été exposé à la Kunsthalle de Berne, au Tokyo Metropolitan Art Museum, à l’Angel Orensanz Foundation à New York, et a collaboré avec le groupe Arte Madí en Argentine. Ses œuvres figurent dans plusieurs musées et collections privées à l’international.
En 2022 il participe à une exposition au musée POPA à Porrentruy, où ses oeuvres accompagnent celles de l'artiste de street art Banksy.

## Œuvres

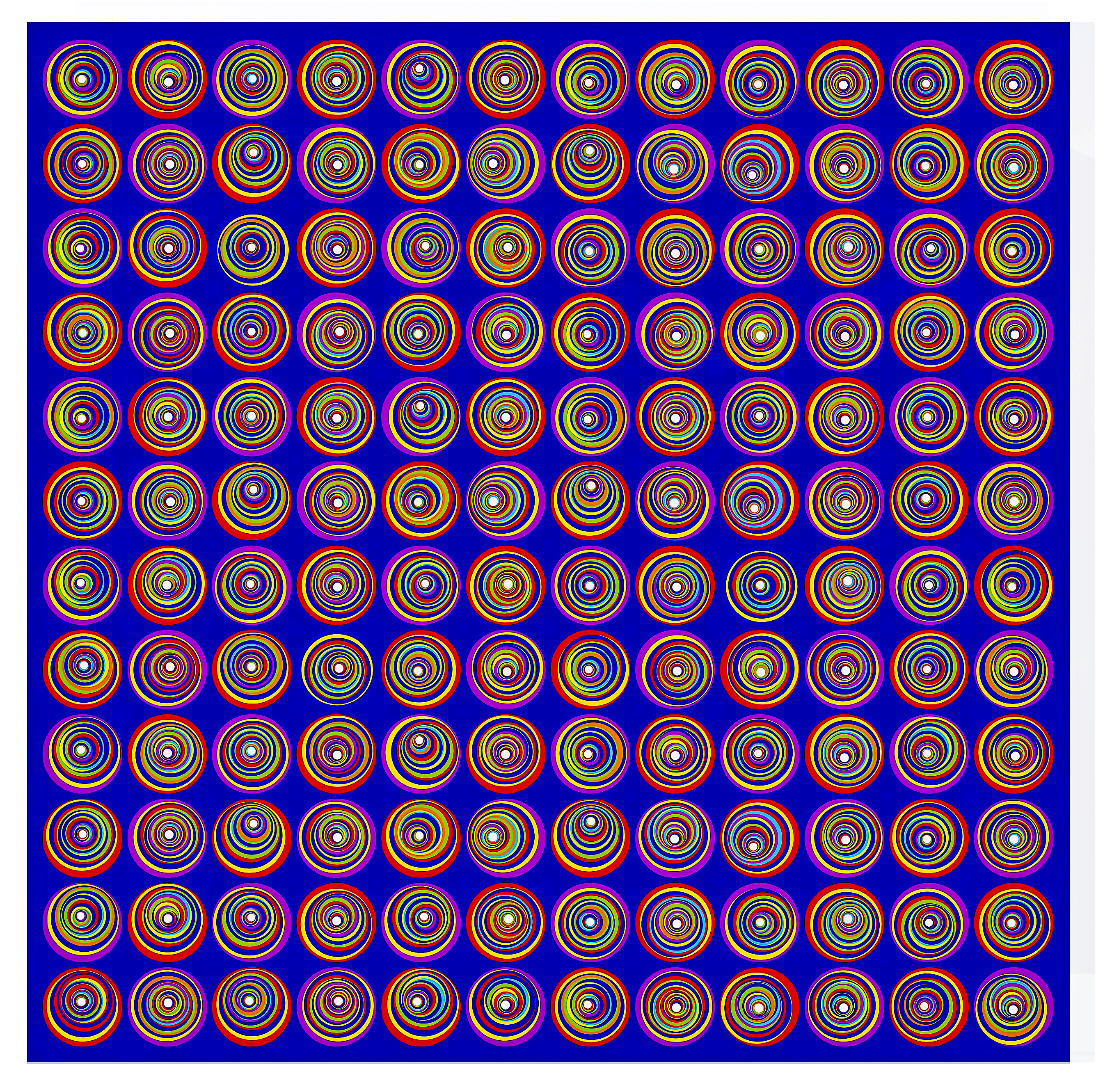
Variation on ZN spin model, sérigraphie Op art grand format imprimée sur aluminium, 2021.
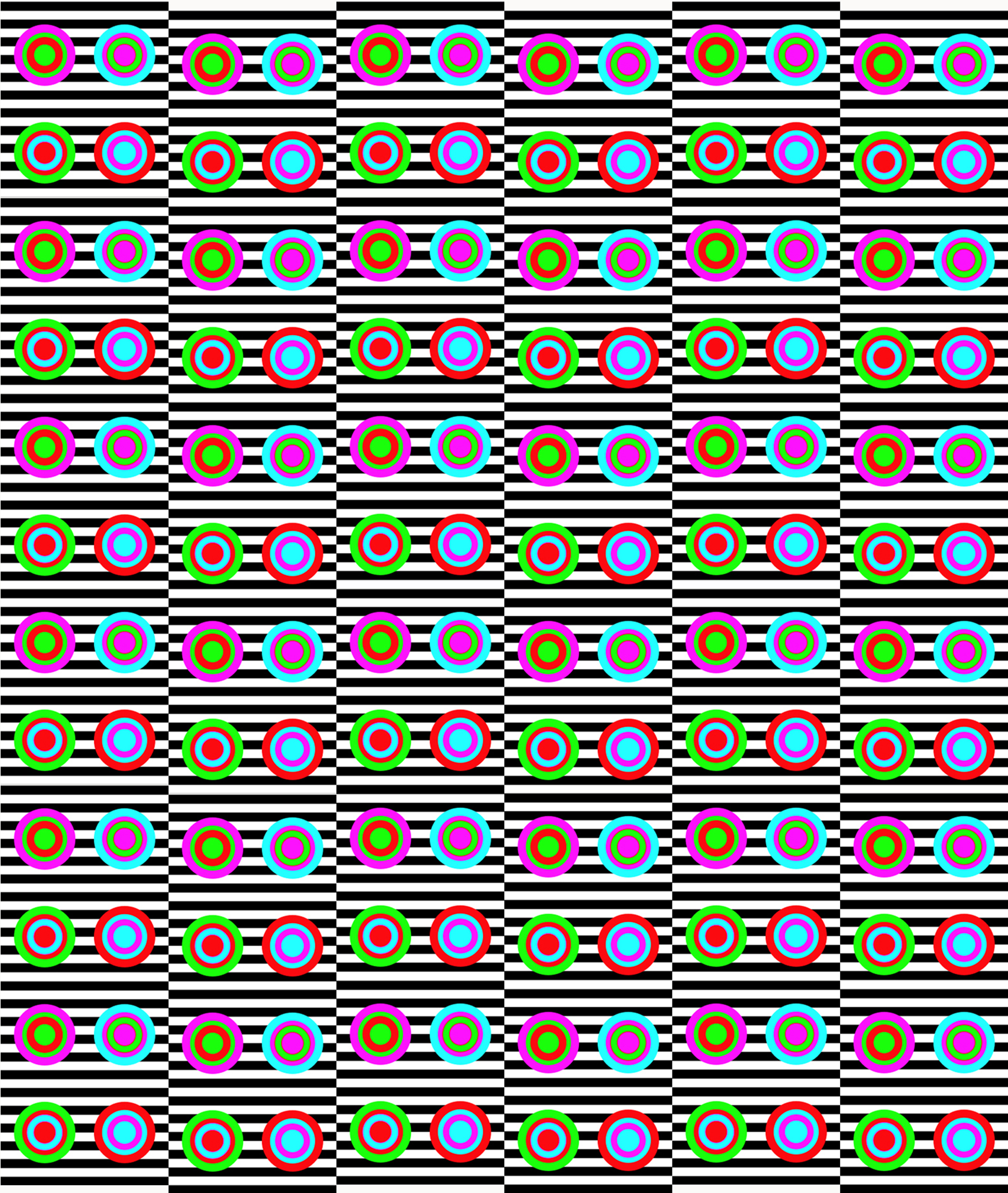
Œuvre Op art en sérigraphie (200 × 170 cm), exemplaire unique 1/1. Lauréate du Talent Prize Award 2022 à Los Angeles. L’illusion optique varie selon l’angle, inspirée par la dynamique quantique.
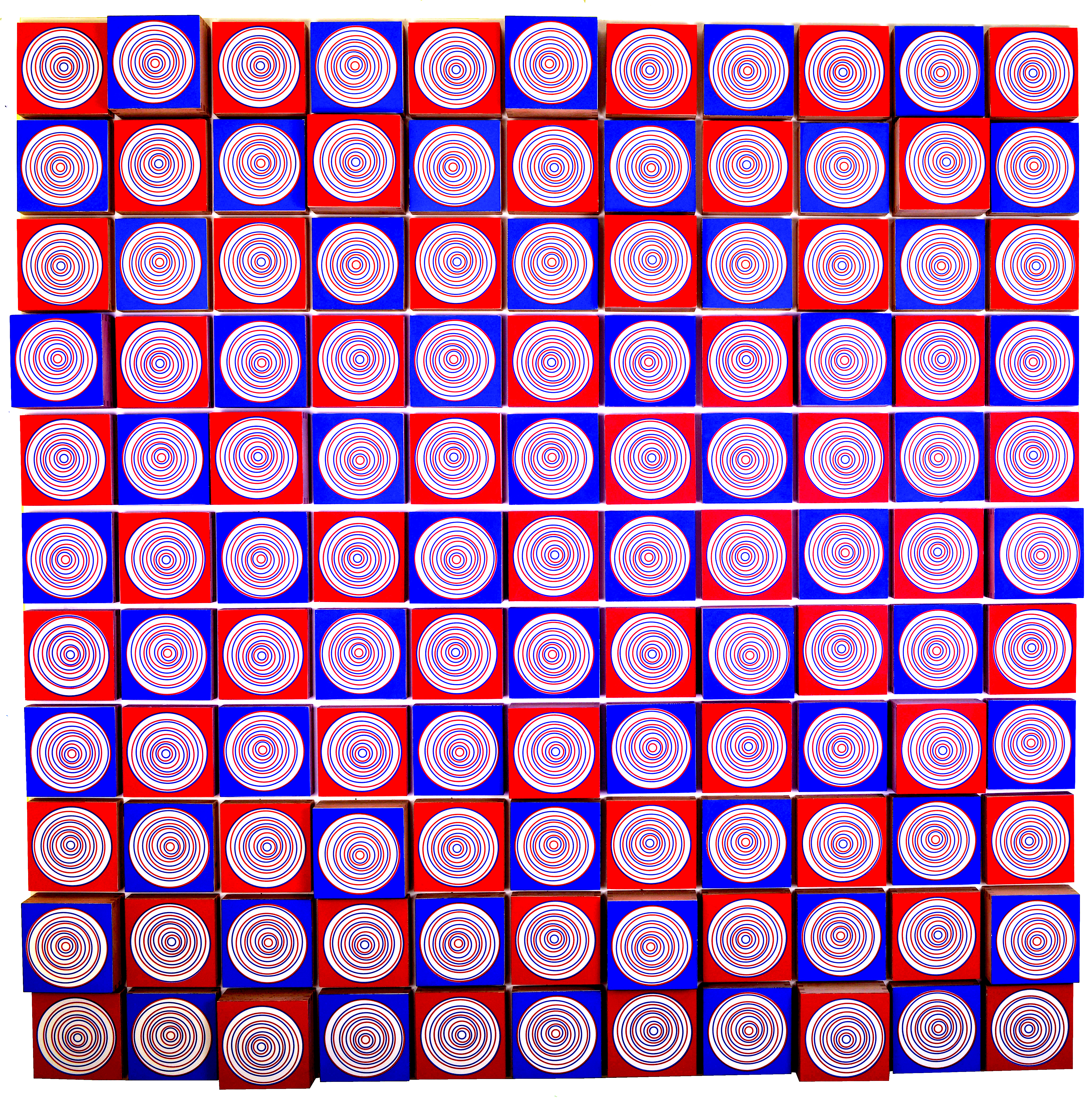
Spiral (2012), peinture à l’huile sur bois (Op art, 177 × 177 × 16,3 cm). Exposée à Moscou en 2016, présentée à la télévision Channel One. Collection du Musée POPA, musée d’Op art, Porrentruy, Suisse.
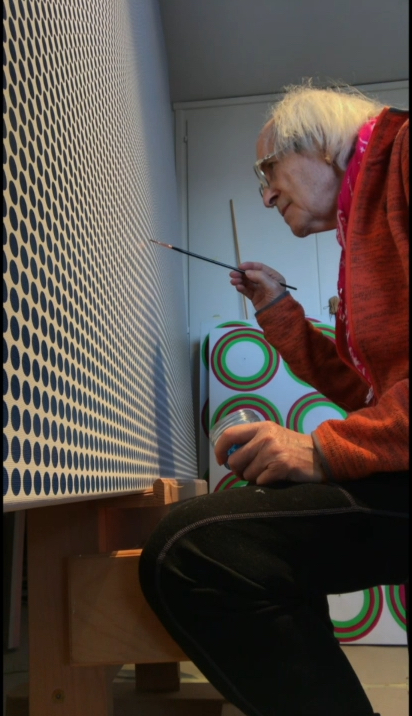
Youri Messen-Jaschin peint Blue Two dans son atelier à Lausanne (2020). Cette œuvre appartient à une collection privée.

## Style artistique
L’œuvre de Youri Messen-Jaschin s’inscrit dans le courant de l’Op art. Elle se caractérise par l’emploi de figures géométriques répétitives, de couleurs fortement contrastées et de lignes fines, créant des illusions de mouvement ou de vibration. L’artiste accorde une grande importance à la perception visuelle, à l’interaction entre l’œil et le motif, et à l’effet produit sur les neurones du spectateur. Ses créations s’inscrivent dans une recherche sur la manière dont le cerveau interprète des stimuli optiques complexes.
Messen-Jaschin conçoit ses œuvres à la main, sans recours à des logiciels informatiques, et explore différents supports : peinture, sérigraphie, tapisserie, sculpture et vidéo. Certaines de ses pièces donnent naissance à des illusions perceptives de couleurs non présentes dans l’œuvre, mais générées par le cerveau du spectateur.
Son travail s’inspire des recherches de Jesús Rafael Soto et Carlos Cruz-Diez, mais s’en distingue par une exploration plus poussée des effets neuronaux, comme en témoigne sa collaboration avec le CHUV de Lausanne sur les illusions visuelles dans le cadre de la neuroimagerie,.
Youri Messen-Jaschin a également exploré le body painting, notamment dans des performances visuelles réalisées sous lumière UV. Il a présenté ce travail dans divers festivals culturels en Suisse, comme le Montreux Jazz Festival, le Festival de la Cité à Lausanne, ou encore le Paléo Festival de Nyon. Ces performances, mêlant art corporel et références à des affiches emblématiques, faisaient partie d’une démarche expérimentale intégrant la couleur, la lumière et le mouvement du corps.

### Expositions et musées
Depuis la fin des années 1950, Youri Messen-Jaschin a participé à plus d’une centaine d’expositions à travers le monde, affirmant son rôle de pionnier de l’art optique. En Europe, ses œuvres ont été exposées notamment à la Galerie Kornfeld à Berne, au Musée POPA de Porrentruy, à la Finity Gallery de Berlin, à la galerie URBANSIDE de Zurich, ainsi qu’à la Thompson Gallery de Zoug. En Suède, son travail est présenté dans le cadre d’expositions collectives consacrées aux illusions visuelles.
En Amérique du Nord, il est régulièrement invité à des salons internationaux, parmi lesquels Art Basel Miami Beach, Art Lab Venice Beach à Los Angeles, ou encore la Jonathan Schulz Gallery de Miami. Des plateformes numériques à New York et San Diego mettent également en avant ses recherches sur la perception et le mouvement.
En Amérique du Sud, ses performances de body art et ses œuvres visuelles sont présentées dans divers événements artistiques à Buenos Aires, São Paulo ou encore Montevideo, où il bénéficie d’une reconnaissance critique.
Ses œuvres ont aussi été exposées en Asie, notamment au Japon, dans des expositions centrées sur l’Op art et la perception visuelle. Son style unique, alliant rigueur géométrique, couleurs contrastées et illusions dynamiques, trouve un écho dans de nombreux contextes culturels.

## Publications
- L’Op Art rencontre les neurosciences, Éditions Favre, Lausanne, novembre 2021  (ISBN 978-2-8289-1888-0).

Dans ce livre abondamment illustré est posée la question de savoir si et comment l'art influence notre cerveau.
Par le biais d'une collaboration entre d'une part des scientifiques tels que le neuroscientifique Bogdan Draganski, la chercheuse Sigita Cinciute et la mathématicienne Noémie Combe et d'autre part l'artiste Op Art Youri Messen-Jaschin, est explorée la possibilité de soulager, voire guérir certaines maladies psychiques, et plus largement d'analyser les effets de l'art optique sur le cerveau.

## Performances et théâtre expérimental
Dans les années 1960 à 1980, Youri Messen-Jaschin a également exploré la performance scénique à Caracas, au Venezuela, où il a présenté plusieurs pièces mêlant art optique, lumière et mouvement. Parmi celles-ci figurent *Embryo* (1964), *Psicotronico* (1982), *Ah! Ah! Barroco* (1983) et *La torta que camina* (1983). Ces créations s’inscrivent dans une démarche interdisciplinaire mêlant art visuel et expérimentation corporelle.

### Bourses et distinctions
Depuis 1963, Youri Messen-Jaschin a reçu de nombreuses distinctions internationales pour son travail en Op art, à la croisée des arts visuels, des sciences et de la performance.
Son premier prix lui est décerné au Musée d’art et d’histoire de Genève (1963), suivi d’une bourse d’études du gouvernement suédois en 1966 pour ses recherches à l’Université de Göteborg. En 1969, il est primé aux États-Unis par la Gould Corporation pour une sculpture Op art.
Parmi ses récompenses notables figurent :
- des prix en Italie, décernés par l’Accademia d’Europa et l’Accademia Arte e Scienza de Brindisi ;
- des distinctions en Amérique du Nord : Angel Orensanz Foundation (New York) et Aim for Arts (Vancouver, 1998–2000) ;
- plusieurs prix en ligne entre 2019 et 2021 (Artavita, Circle Foundation, Art Room Gallery, Art Show International Gallery) ;
- le Grand Prix EPFL/Migros pour le projet Brain Project (2020–2021) ;
- un certificat d’excellence et le titre de membre d’honneur décernés par l’UNESCO (2023) ;
- des prix de carrière attribués en 2024–2025 par Contemporary Art Collectors, Art on Paper (Boston) et Homiens Gallery (New York).

Son travail est également reconnu par la Fédération mondiale des clubs d’art de Zervas (Grèce) et continue de recevoir des distinctions pour ses sérigraphies et ses recherches sur la perception visuelle.